# Kilkeran Lake and Castlefreke Dunes SAC
Kilkeran Lake and Castlefreke Dunes SAC este o arie protejată (arie specială de conservare — SAC, sit de importanță comunitară — SCI) din Irlanda întinsă pe o suprafață de 96,43 ha, integral pe uscat.

## Localizare
Centrul sitului Kilkeran Lake and Castlefreke Dunes SAC este situat la coordonatele 51°33′36″N 8°57′23″W / 51.55987°N 8.956461°V.

## Înființare
Situl Kilkeran Lake and Castlefreke Dunes SAC a fost declarat sit de importanță comunitară în iulie 1999 pentru a proteja un număr necunoscut de specii din flora spontană și fauna sălbatică aflate în arealul zonei. Situl a fost protejat și ca arie specială de conservare în noiembrie 2018.

## Biodiversitate
Situată în ecoregiunea atlantică, aria protejată conține 4 habitate naturale: Lagune de coastă, Dune mobile cu vegetație embrionară, Dune mobile de-a lungul țărmului cu Ammophila arenaria („dune albe”), Dune de coastă fixe cu vegetație erbacee („dune gri”).
La baza desemnării sitului se află un număr nedeclarat de specii protejate.
Pe lângă speciile protejate, pe teritoriul sitului au mai fost identificate 2 specii de plante, 11 specii de nevertebrate.